# قائمة أضرحة باكستان

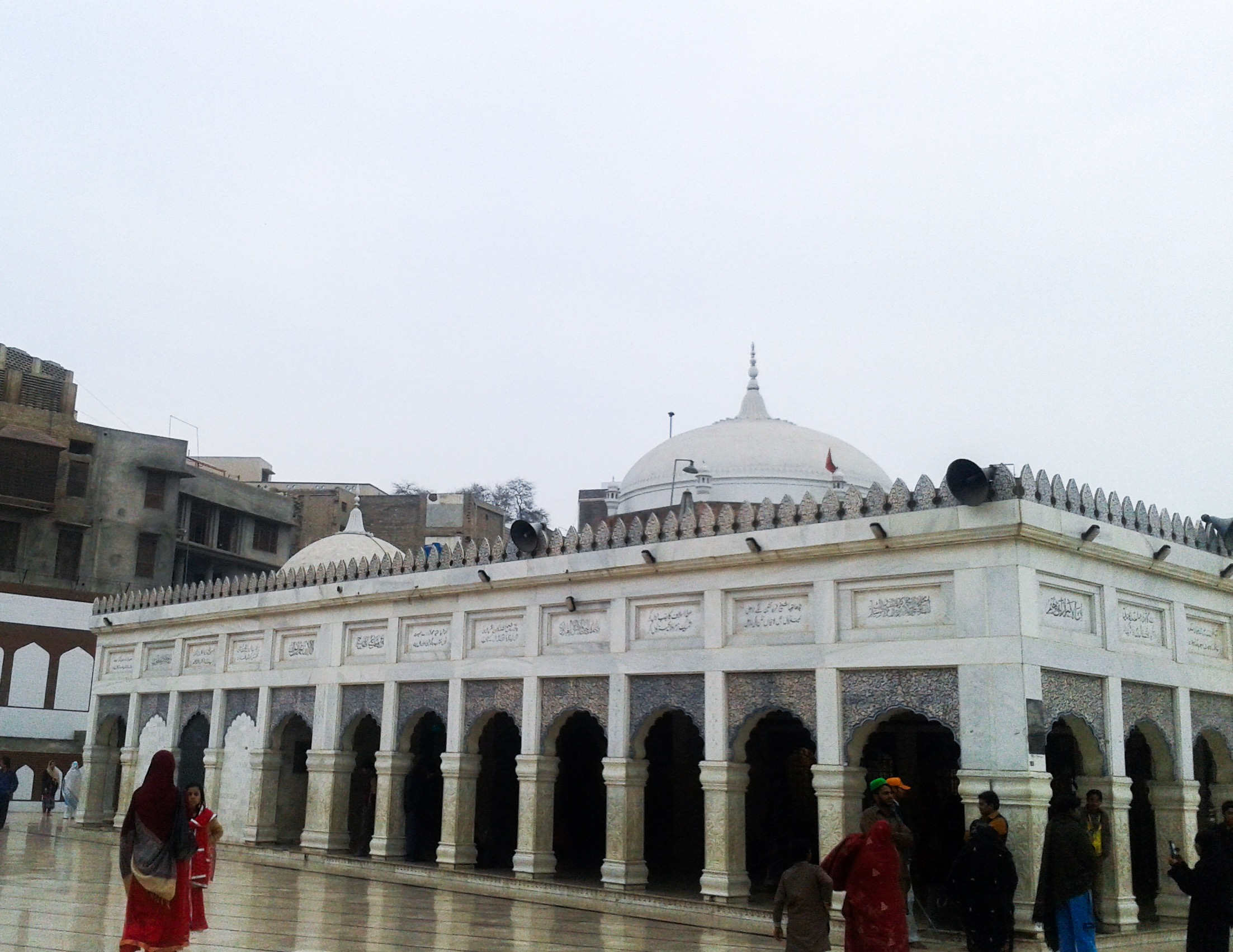
ضريح بابا فريد

الضَّرِيحُ [الجمع: ضرائح] مُشيَّدة معمارية تُبنى على قبر أحد الأشخاص تخليداً لذكراه. ويختلف المَقام عنه من ناحية أنه ليس بالضرورة أن يكون المَقام مكان دفن أو قبر بل من الممكن أن يكون مكان إقامته في يوم من الأيام أو مكان ممارسة الطقوس الدينية أو كان قد مر عليه في يوم من الأيام، ومن ثم اشتهر هذا أو ذاع بين الناس على أنه أحد مقاماتهم فيشاد على هذا المكان بناء أو مكان عبادة ديني لكي يزوره الناس.

## قائمة أضرحة باكستان
تحتوي هذه القائمة على أسماء أضرحة في باكستان.
- بي بي باكدامن
- ضريح بابا فريد
- ضريح جمال شاه
- ضريح ذو الفقار علي بوتو
- مزار قائد